# Kanton Toulouse-7
Toulouse-7 is een kanton van het Franse departement Haute-Garonne. Het kanton maakt deel uit van het arrondissement Toulouse.
Het kanton omvatte tot 2014 uitsluitend een deel van de gemeente Toulouse, namelijk de wijken:
- Amouroux
- Colonne Marengo
- Jolimont
- La Gloire
- La Juncasse
- La Roseraie
- Louis Plana
- Soupetard

Na de herindeling van de kantons door het decreet van 13 februari 2014, met uitwerking op 22 maart 2015, omvat het kanton volgende gemeenten:
- Brax
- Colomiers
- Pibrac
- Toulouse ( een westelijk deel )